# Archosargus probatocephalus
Archosargus probatocephalus — вид окунеподібних риб родини спарових.

## Поширення
Ареалом виду є західна частина Атлантики від Нової Шотландії у Канаді і до Бразилії, зустрічається також у північній частині Мексиканської затоки. Мешкає у затоках та лиманах. Вільно входить в солонуваті води; іноді зустрічається у прісних водах.

## Опис
Риба завдовжки сягає до 91 см. Максимальна опублікована вага сягає 9,6 кг Харчується в основному молюсками й ракоподібними.